# The 101ers
A The 101ers egy kocsmai zenekar volt Nagy-Britanniában 1974-1976-ban. A zenekar egyik alapítója John „Woody” Mellor volt, aki később Joe Strummer művésznéven a punk mozgalom egyik legmeghatározóbb együttese, a The Clash frontembere lett.

## Pályafutás
Az együttes első koncertjét 1974. szeptember 7-én adta a brixtoni Telegraph kocsmában El Huaso and the 101 All Stars néven, amely később 101 All Stars, végül pedig 101ersre rövidült. A név eredetére két feltételezés is van. Az egyik szerint a tagok együtt laktak egy foglalt házban London külvárosában, a Walterton út 101-ben. A másik szerint a név a George Orwell 1984 című regényében szereplő vallatószobára, a 101-esre utal.
A zenekar különböző kocsmákban (Windsor Castle, Elgin) és ingyenes fesztiválokon (Stonehenge) lépett fel, és főleg rockabillyt játszott. 1976. április 3-án a Sex Pistols volt az előzenekaruk. Strummer később egy dokumentumfilmben azt mondta, hogy elég volt öt másodpercet meghallgatnia a Sex Pistols első számából, és rájött, „olyanok vagyunk, mint a tegnapi újság, nekünk végünk”. Strummer a punk felé fordult, és kilépett a zenekarból, amely távozása után hamar feloszlott. Clive Timperley később a The Passionsban, Richard Dudanski a  Public Image Ltd-ben, Martin Stone pedig Marianne Faithfull-lal játszott.
Csak egy kislemezt adtak ki 1976-ban, amelyen a Keys to Your Heart és a 5 Star Rock & Roll Petrol kapott helyet. 1981-ben, évekkel az együttes feloszlása után, a Clash sikerén felbuzdulva megjelent még egy kislemezük, amelyen két szám volt: a Sweet Revenge és a Rabies, valamint egy válogatásalbum, az Elgin Avenue Breakdown. 2005-ben jelent meg az Elgin Avenue Breakdown Revisited, amelyre felkerült még néhány szám, köztük a Gloria nyolcperces változata, amelyet 1976. május 22-én, két héttel az együttes feloszlása előtt rögzítettek a bracknelli Cellar Clubban.

## Tagok
- John "Woody" Mellor, később Joe Strummer – gitár, ének
- Clive Timperley – gitár, ének
- Dan Kelleher – gitár, basszusgitár, ének
- Richard Dudanski – dob
- Simon Cassell  – szaxofon
- Alvaro Peña-Rojas – szaxofon
- Marwood Chesterton  – basszusgitár
- Antonio Narvaez – dob
- Julian Yewdall – harmónika, vokál
- Patrick Nother – basszusgitár
- Martin Stone  – gitár
- Tymon Dogg – hegedű, vokál

## Fordítás
Ez a szócikk részben vagy egészben  a   The 101ers című angol Wikipédia-szócikk ezen változatának fordításán alapul.  Az eredeti cikk szerkesztőit annak laptörténete sorolja fel. Ez a jelzés csupán a megfogalmazás eredetét és a szerzői jogokat jelzi, nem szolgál a cikkben szereplő információk forrásmegjelöléseként.